# Tour de l'Ain 2013
La 25.ª edición del Tour de l'Ain  tuvo lugar del 9 al 13 de agosto del 2013. Salió de la ciudad de Trévoux y terminó en la población de Belley.
Estuvo inscrita en el UCI Europe Tour 2012-2013, dentro de la categoría 2.1.
El ganador final fue Romain Bardet. Le acompañaron en el podio Luis León Sánchez (quien además se hizo con la etapa de montaña -la 3.ª-) y John Gadret, respectivamente.
El las clasificaciones secundarias se impusieron, Romain Bardet (puntos) Matthias Brändle (montaña), Kenny Elissonde (jóvenes), Belkin (equipos) y Clément Chevrier (ciclista regional).

## Equipos participantes
Tomaron parte en la carrera 20 equipos: 7 de categoría UCI ProTeam; 7 de categoría Profesional Continental; 4 de categoría Continental; y 2 selecciones jóvenes. Formando así un pelotón de 120 ciclistas, con 6 corredores cada equipo. Los equipos participantes fueron:
| Equipo                           | Cód. UCI | Categoría               |
| -------------------------------- | -------- | ----------------------- |
| Ag2r La Mondiale                 | ALM      | UCI ProTeam             |
| Belkin-Pro Cycling Team          | BEL      | UCI ProTeam             |
| FDJ.fr                           | FDJ      | UCI ProTeam             |
| Garmin-Sharp                     | GRS      | UCI ProTeam             |
| Omega Pharma-QuickStep           | OPQ      | UCI ProTeam             |
| Team Saxo-Tinkoff                | TST      | UCI ProTeam             |
| Vacansoleil-DCM Pro Cycling Team | VCD      | UCI ProTeam             |
| Androni Giocattoli-Venezuela     | AND      | Profesional Continental |
| Bretagne-Séché Environnement     | BSE      | Profesional Continental |
| Cofidis, le Crédit en Ligne      | COF      | Profesional Continental |
| Colombia                         | COL      | Profesional Continental |
| Team Europcar                    | EUC      | Profesional Continental |
| IAM Cycling                      | IAM      | Profesional Continental |
| Sojasun                          | SOJ      | Profesional Continental |
| BigMat-Auber 93                  | BIG      | Continental             |
| La Pomme Marseille               | LPM      | Continental             |
| Rabobank Development Team        | RB3      | Continental             |
| Roubaix-Lille Métropole          | RLM      | Continental             |
| Selección Joven de Francia       | FRA      | Selección nacional      |
| Selección Joven de Colombia      | COL      | Selección nacional      |

## Etapas
| Etapa     | Fecha        | Recorrido                        | km        | Ganador           | Líder           |
| --------- | ------------ | -------------------------------- | --------- | ----------------- | --------------- |
| Prólogo   | 9 de agosto  | Trévoux-Trévoux                  | 4,5 (CRI) | Gianni Meersman   | Gianni Meersman |
| 1.ª etapa | 10 de agosto | Lagnieu-Bourg-en-Bresse          | 156,2     | Leonardo Duque    | Gianni Meersman |
| 2.ª etapa | 11 de agosto | Saint-Trivier-de-Courtes-Oyonnax | 147,6     | Grega Bole        | Fabio Felline   |
| 3.ª etapa | 12 de agosto | Izernore-Lélex                   | 137,9     | Luis León Sánchez | Tom Slagter     |
| 4.ª etapa | 13 de agosto | Nantua-Belley                    | 134,3     | Wout Poels        | Romain Bardet   |

## Clasificaciones finales

### Clasificación general
| Posición | Ciclista              | Equipo                 | Tiempo          |
| -------- | --------------------- | ---------------------- | --------------- |
|          | Romain Bardet         | Ag2r La Mondiale       | 14 h 9 min 22 s |
| 2        | Luis León Sánchez     | Belkin                 | a 1 min 13 s    |
| 3        | John Gadret           | Ag2r La Mondiale       | a 1 min 15 s    |
| 4        | Sébastien Reichenbach | IAM                    | a 1 min 37 s    |
| 5        | Stéphane Rossetto     | BigMat-Auber 93        | a 1 min 50 s    |
| 6        | Thibaut Pinot         | FDJ.fr                 | a 1 min 55 s    |
| 7        | Kenny Elissonde       | FDJ.fr                 | a 2 min 00 s    |
| 8        | Wout Poels            | Vacansoleil-DCM        | a 2 min 00 s    |
| 9        | Tom Slagter           | Belkin                 | a 2 min 01 s    |
| 10       | Dries Devenyns        | Omega Pharma-QuickStep | a 3 min 48 s    |

### Clasificación por puntos
| Posición | Ciclista          | Equipo                       | Puntos |
| -------- | ----------------- | ---------------------------- | ------ |
|          | Romain Bardet     | Ag2r La Mondiale             | 43     |
| 2        | Wout Poels        | Vacansoleil-DCM              | 41     |
| 3        | Luis León Sánchez | Belkin                       | 37     |
| 4        | Fabio Felline     | Androni Giocattoli-Venezuela | 34     |
| 5        | Yannick Martinez  | La Pomme Marseille           | 34     |

### Clasificación de la montaña
| Posición | Ciclista              | Equipo           | Puntos |
| -------- | --------------------- | ---------------- | ------ |
|          | Matthias Brändle      | IAM              | 35     |
| 2        | Steven Kruijswijk     | Belkin           | 27     |
| 3        | Hubert Dupont         | Ag2r La Mondiale | 22     |
| 4        | Bert-Jan Lindeman     | Vacansoleil-DCM  | 20     |
| 5        | Sébastien Reichenbach | IAM              | 20     |

### Clasificación de los jóvenes
| Posición | Ciclista         | Equipo                       | Tiempo           |
| -------- | ---------------- | ---------------------------- | ---------------- |
|          | Kenny Elissonde  | FDJ.fr                       | 14 h 11 min 22 s |
| 2        | Clément Chevrier | Selección Joven de Francia   | a 5 min 46 s     |
| 3        | Merhawi Kudus    | Bretagne-Séché Environnement | a 6 min 24 s     |
| 4        | Heiner Parra     | 472-Colombia                 | a 9 min 36 s     |
| 5        | Grégoire Tarride | La Pomme Marseille           | a 9 min 47 s     |

### Clasificación por equipos
| Posición | Equipo                 | Tiempo           |
| -------- | ---------------------- | ---------------- |
|          | Belkin                 | 42 h 37 min 34 s |
| 2        | Ag2r La Mondiale       | a 1 min 27 s     |
| 3        | BigMat-Auber 93        | a 20 min 08 s    |
| 4        | Team Saxo-Tinkoff      | a 20 min 13 s    |
| 5        | Omega Pharma-QuickStep | a 25 min 22 s    |

## Evolución de las clasificaciones
| Etapa (Vencedor)                | Clasificación general | Clasificación por puntos | Clasificación de la montaña | Clasificación de los jóvenes | Clasificación por equipos | Clasificación del ciclista regional |
| ------------------------------- | --------------------- | ------------------------ | --------------------------- | ---------------------------- | ------------------------- | ----------------------------------- |
| Prólogo (CRI) (Gianni Meersman) | Gianni Meersman       | Gianni Meersman          | Gianni Meersman             | Dylan van Baarle             | Omega Pharma-Quick Step   | Jérôme Coppel                       |
| 1.ª etapa (Leonardo Duque)      | Gianni Meersman       | Leonardo Duque           | Cyrille Patoux              | Dylan van Baarle             | Omega Pharma-Quick Step   | Jérôme Coppel                       |
| 2.ª etapa (Grega Bole)          | Fabio Felline         | Fabio Felline            | Bert-Jan Lindeman           | Natnael Berhane              | Belkin                    | Guillaume Bonnafond                 |
| 3.ª etapa (Luis León Sánchez)   | Tom Slagter           | Fabio Felline            | Steven Kruijswijk           | Kenny Elissonde              | Belkin                    | Clément Chevrier                    |
| 4.ª etapa (Wout Poels)          | Romain Bardet         | Romain Bardet            | Matthias Brändle            | Kenny Elissonde              | Belkin                    | Clément Chevrier                    |
| Final                           | Romain Bardet         | Romain Bardet            | Matthias Brändle            | Kenny Elissonde              | Belkin                    | Clément Chevrier                    |